# Dexfenfluramina
Dexfenfluramina es un medicamento que se empleó para el tratamiento de la obesidad por su capacidad de disminuir el apetito (acción anorexígena). Su mecanismo de acción se basa en favorecer la liberación del neurotransmisor serotonina en el cerebro, la cual actúa a nivel del hipotálamo alterando los mecanismos fisiológicos que provocan el hambre y produciendo sensación de saciedad.
La dexfenfluramina fue retirada del mercado en el año 1997, después de que la FDA de Estados Unidos desaconsejara su uso por producir efectos secundarios graves, entre ellos lesiones de las válvulas cardiacas e hipertensión pulmonar. Las autoridades sanitarias consideraron que los potenciales efectos beneficiosos de la sustancia no compensaban el riesgo que conllevaba su administración.